# IC 1014
IC 1014 est une galaxie spirale barrée de type magellanique située dans la constellation du Bouvier. Sa vitesse par rapport au fond diffus cosmologique est de 1 511 ± 16 km/s, ce qui correspond à une distance de Hubble de 22,3 ± 1,6 Mpc (∼72,7 millions d'al). Cette galaxie a été découverte par l'astronome américain Truman Safford en 1867.
La classe de luminosité d'IC 1014 est IV-V et elle présente une large raie HI.
À ce jour, trois mesures non basées sur le décalage vers le rouge (redshift) donnent une distance de 24,233 ± 4,050 Mpc (∼79 millions d'al), ce qui est à l'intérieur des valeurs de la distance de Hubble.

## IC 1014 et l'amas de la Vierge III
Selon le site WEB « Un Atlas de l'Univers » écrit par Richard Powell, l'amas de la Vierge III renferme huit groupes de galaxies (NGC 5248, de NGC 5364, de NGC 5506, de NGC 5566, de NGC 5638, de NGC 5746, de NGC 5775 et de NGC 5846) ainsi que 13 galaxies qui ne font pas partie de ces groupes. IC 1014 est l'une de ces galaxies.